# Kurijalni odgovor na slučajeve seksualnog zlostavljanja u Katoličkoj crkvi
Kurijalni odgovor na slučajeve seksualnog zlostavljanja u Katoličkoj crkvi činio je značajan dio Crkvenog odgovora na slučajeve seksualnog zlostavljanja u Katoličkoj crkvi.

## Inicijalni odgovor
Dana 30. travnja 2001. godine papa Ivan Pavao II. objavio je pismo u kojem se tvrdi da se "kažnjivo djelo protiv šeste Božje zapovijedi koje počini klerik s osobom mlađom od 18 godina smatra težim grijehom ili 'delictum gravius.'"
John F. Allen Jr., vatikanski dopisnik National Catholic Reportera, komentirao je da su mnogi američki katolici gledali na inicijalnu šutnju Vatikana o pričama u Boston Globeu kao na pokazivanje manjka brige ili svijesti o ovom problemu. Allen je ipak izjavio da ne pozna nikoga u Rimskoj kuriji koji nije bio u najmanju ruku potresen "otkrićima koja su objavljivana u Globeu i drugdje" ili "tko bi branio postupanje kardinala Lawa prema slučajevima u Bostonu" ili "tko bi branio prilično potresan manjak nadzora koji se otkrio" premda "mogu imati različite analize o tome što mu se trebalo dogoditi". Allen je opisao da je perspektiva Vatikana bila prilično sumnjičava prema medijskom postupanju prema ovom skandalu.
Štoviše, tvrdio je da je Vatikan američke kulturne stavove prema seksualnosti smatrao pomalo histeričnima, ali i takvima da pokazuju manjak razumijevanja za Katoličku crkvu;

Nitko [u Vatikanu] ne misli da je seksualno zlostavljanje djece jedinstveno za SAD, no oni misle da je izvješćivanje o tome tipično američko, pogonjeno antikatolicizmom i beskrupuloznim odvjetnicima koji se naguravaju radi posezanja u duboke džepove Crkve. I to je razmišljanje povezano s većom percepcijom o američkoj kulturi, a ta je da postoji histerija kada se govori o bilo čemu seksualnom, te nerazumijevanjem Katoličke Crkve. To znači da su vatikanski službenici sporiji u objavljivanju onakvih javnih izjava koje većina američkih katolika traži, a čak i kada to učine, onda su one provizorne i neodlučne. Ne radi se o tome da se oni ne osjećaju loše zbog žrtava, već oni misle da je vika radi njihove isprike potaknuta drugim faktorima pred kojima oni ne žele pokleknuti.

## Kontroverzija oko Crimen Sollicitationisa
Godine 2003. otkriven je u vatikanskim arhivima dokument iz 1962. godine naslovljen "Crimen sollicitationis" (Instrukcija o načinu postupanja u slučajevima solicitacije) čiji je autor bio kardinal Alfredo Ottaviani, tajnik Svetog ureda, a izdan je kao instrukcija koja se bavi disciplinskim postupcima prilikom postupanja sa solicitacijom koju su počinili svećenici tijekom sakramenta pokore. Dokument se bavio svakim svećenikom koji "kuša pokornika... u činu sakramentalne pokore... prema nečistim i opscenim stvarima." On je usmjeravao istragu o navodima o solicitaciji tijekom ispovijedi i o tome da postupci protiv tuženih svećenika budu provedeni u tajnosti.
Neke su strane tumačile da je dokument direktiva iz Vatikana kojom se obvezuje da sve tužbe o seksualnom zlostavljanju budu tajne što je dovelo do široke medijske pokrivenosti njegova sadržaja. Odvjetnici onih koji su podnijeli tužbe o zlostavljanju tvrdili su da je dokument demonstrirao sustavnu zavjeru radi prikrivanja takvih zločina. Vatikan je odgovorio na to da ne samo da je dokument širom krivo protumačen, već da je čak nadomješten novijim smjernicama 1960-ih i 1970-ih, a pogotovo Zakonikom kanonskog prava 1983.

## Vatikanska konferencija o seksualnom zlostavljanju 2003.
U travnju 2003. godine Papinska akademija za život organizirala je trodnevnu konferenciju pod naslovom "Zlostavljanje djece i mladih osoba počinjeno od svećenika i religioznih katolika" na kojoj je pozvano osam nekatoličkih psihijatrijskih stručnjaka da govore pred gotovo svim vatikanskim dikasterijskim predstavnicima. Odobor stručnjaka identificirao je sljedeće faktore koji su pridonijeli problemu seksualnog zlostavljanja:

- propust hijerarhije da shvati ozbiljnost problema,
- pretjerano isticanje potrebe izbjegavanja skandala,
- uporaba nekvalificiranih terapijskih centara,
- zabludna želja za oprostom,
- nedostatna odgovornost.

## Papinske isprike
Godine 2003. papa Ivan Pavao II. izjavio je da "nema mjesta u svećeništvu i religijskom životu za one koji će nauditi mladima".
Papa Benedikt XVI. ispričao se zbog seksualnog zlostavljanja maloljetnika počinjenog od katoličkog klera.
Dana 19. srpnja 2008. godine Papa je izrekao povijesnu punu ispriku zbog seksualnog zlostavljanja djece počinjenog od svećenika i klerika u Australiji. Pred zborom od 3.400 okupljenih u sidnejskoj katedrali sv. Marije papa Benedikt pozvao je na odštetu i zatražio kažnjavanje onih koji su počinili "zlo":

Ovdje bih rado zastao da priznam sram koji svi skupa osjećamo kao posljedicu seksualnog zlostavljanja maloljetnih počinjenog od dijela klera i religioznih osoba u ovoj zemlji. Duboko se ožalošćen zbog bola i patnje koje su žrtve pretrpjele i potvrđujem im da kao njihov pastir dijelim s njima njihovu patnju. ... Žrtve bi trebale dobiti sućut i brigu, a osobe odgovorne za ova zla moraju biti izvedene pred pravdu. Ova nedjela, koja čine tako tešku izdaju povjerenja, zaslužuju nedvosmislenu osudu. Tražim od svih vas da poduprete i pomognete svoje biskupe, te da zajedno s njima djelujete u borbi protiv ovoga zla. Hitna je prednost promicanje sigurnije i cjelovitije okoline, posebice za mlade ljude.

Dana 21. srpnja susreo se s dvjema muškim i dvjema ženskim žrtvama seksualnog zlostavljanja svećenika, poslušao njihove priče i slavio s njima misu. Premijer Novog Južnog Walesa Morris Iemma rekao je da "ovo daje puno nade da će biti znak ispravljanja pogrešaka iz prošlosti i bolje budućnosti i boljeg postupanja Crkve prema žrtvama i njihovim obiteljima." Skupina koja zagovara prava žrtava Broken Rites pozdravila je Papinu ispriku, ali i izrazila razočaranje što Papa svoju ispriku nije izravno uputio žrtvama seksualnog zlostavljanja i kritizirao odabir žrtava kao one koje su probrane da budu suradljive.

Bojim se da je ono što su učinili izabrane žrtve koje su pristale na ono što je Crkvena politika. Papa se trebao susresti s Anthonyjem Fosterom, ocem dviju djevojčica koje je svećenik zlostavljao, koji je prekinuo svoj odmor u Britaniji radi povratka u Australiju u nadi da će susresti prvosvećenika.

## Nova pravila o zaređivanju
Budući da su značajnu većinu žrtava činili dječaci, Vatikan je pokrenuo reforme radi sprečavanja budućih zlostavljanja u SAD-u tako što je tražio pozadinsku provjeru za Crkvene zaposlenike i izdao nova pravila koja su priječila zaređivanje muškaraca s "duboko ukorijenjenim homoseksualnim sklonostima". Oni sada zahtijevaju da se biskupije suoče s navodom da obavijeste službe, provedu istragu i udalje optuženog s dužnosti.

## Vijeće za ljudska prava UN-a u Ženevi
U izjavi koju je pročitao nadbiskup Silvano Maria Tomasi na susretu Vijeća za ljudska prava UN-a u Ženevi 22. rujna 2009. godine Sveta Stolica je izjavila da većina katoličkog klera koja je počinila djela seksualnog zlostavljanja protiv osoba mlađih od 18 godina ne bi trebala biti smatrana pedofilima već homoseksualcima koje privlači seks s adolescentnim muškarcima.
U izjavi je rečeno da je umjesto pedofilije "ispravnije" govoriti o efebofiliji, homoseksualnoj privlačnosti prema adolescentnim muškarcima ....... "Od svih svećenika upletenih u zlostavljanja 80 do 90% pripada ovoj seksualnoj orijentacijskoj manjini koja se upušta u spolne odnose s adolescentnim dječacima u dobi od 11 do 17 godina."
Izjava je naljutila mnoge organizacije za prava gejeva koje su tvrdile da se radi o pokušaju Vatikana da redefinira Crkvene probleme s pedofilijom iz prošlosti kao probleme s homoseksualnošću.

## Odnosi Vatikana i američkih katolika
Prema Johnu Allenu Jr., vatikanskom dopisniku National Catholic Reportera, kulturne razlike između Vatikana i američkih katolika kompliciraju postupak formuliranja sveobuhvatnog odgovora na skandal o seksualnom zlostavljanju. Allen je utvrdio da je kriza seksualnog zlostavljanja ilustrirala da "postoji puno toga o američkoj kulturi i američkoj Crkvi što zbunjuje ljude u Vatikanu, ali i puno toga o Vatikanu što zbunjuje američke i engleske govornike općenito."